# IFA Wartburg
IFA Wartburg — шведская студенческая группа, созданная Магнусом Михаэли и Нильсом Лундваллом в Уппландс-Вэсбю. Они играли под псевдонимами Рольф Кемпински и Хайнц Клингер.
Группа была названа в честь восточногерманского автомобильного бренда Wartburg, созданного IFA. Их тексты, исполненные на немецком языке, вызывают ассоциации с лексикой ГДР.  
Их музыка имела эклектический окрас, начиная от босановы (Frau Gorbatschowa tanzt Bossanova), поп / ска (Freie Deutsche Jugend), заканчивая джазом и свингом (Spassjazz).
Группа распалась в 1999 году.
У группы также есть собственный YouTube канал, который по состоянию на февраль 2024 года имеет более 1,2 миллиона просмотров и 4,7 тысяч подписчиков, а также собственный веб-сайт, которым управляет Гюнтер Раубшенце.

## Дискография
- Im Dienste des Sozialismus, CD Альбом, 1998
- Der Berliner, CD EP, 1998
- Im Dienste des Sozialismus, Vinyl LP (Иллюстрированная грампластинка) с лицами Эриха Хонеккера и королевы Швеции Сильвии.

### Im Dienste des Sozialismus
Единственный изданный на сегодняшний день альбом IFA Wartburg, Im Dienste des Sozialismus (рус. «На службе социализма ») был выпущен в 1998 году на виниле и компакт-диске. Двум фронтменам группы приписывают написание альбома, и их имена изображены на обложке компакт-диска .  Продолжительность 56 минут 57 секунд, произведен лейблом Plattenmeister.
IFA Wartburg гастролировала с Im Dienste des Sozialismus в Германии и Швейцарии в 1998–1999 годах,, обратив на себя внимание германских СМИ.
Созданное фанатами музыкальное видео на вступительный трек Freie Deutsche Jugend ( FDJ ), размещённое на YouTube, по состоянию на февраль 2024 года набрало 6 миллионов  просмотров.

## IFA Wartburg в медиапространстве
Некоторые записи песен IFA Wartburg по состоянию на февраль 2024 года доступны исключительно на YouTube канале группы. Они включают:
- Meine Möbeln in Köln, вживую[10]
- Sessel aus Kassel, цифровая загрузка RealAudio, 1998 г.[11]
- Wenn IFA Wartburg Spielt (1999) , музыкальное видео на YouTube, май 2023 г.
- Das Mauer Power, музыкальное видео на YouTube, ноябрь 2009 г.
- Im Dienste des KGB, музыкальное видео на YouTube, февраль 2015 г.
- Wo ist mein Kassler? , музыкальное видео на YouTube, декабрь 2023 г.

- Biologie und Pathologie des Weibes, музыкальное видео на YouTube, декабрь 2017 г.
- Sorbisches Fischerlied , «Медикаментедоза», 1999 г.[12]

После внезапного всплеска популярности в Интернете группа снова вернулась на YouTube, загрузив полный концертный сет 1999 года  и ранее неизвестные песни Wenn IFA Wartburg Spielt   и Wo ist mein Kassler? 

## Внешние ссылки
- Официальный сайт Plattenmeister IFA Wartburg
- Официальный канал на Youtube